# Igreja da Misericórdia (Faro)
A Igreja da Misericórdia é um monumento assinalável da cidade de Faro, situando-se na Praça D. Francisco Gomes em frente ao Jardim Manuel Bivar, considerada a sala de visitas da cidade.
A Igreja está incorporada no conjunto designado por Igreja e Hospital da Santa Casa da Misericórdia de Faro que está classificado como Monumento de Interesse Público desde 2014.
No antigo hospital que funciona atualmente como lar residencial tem sede a Santa Casa da Misericórdia de Faro.  

## História

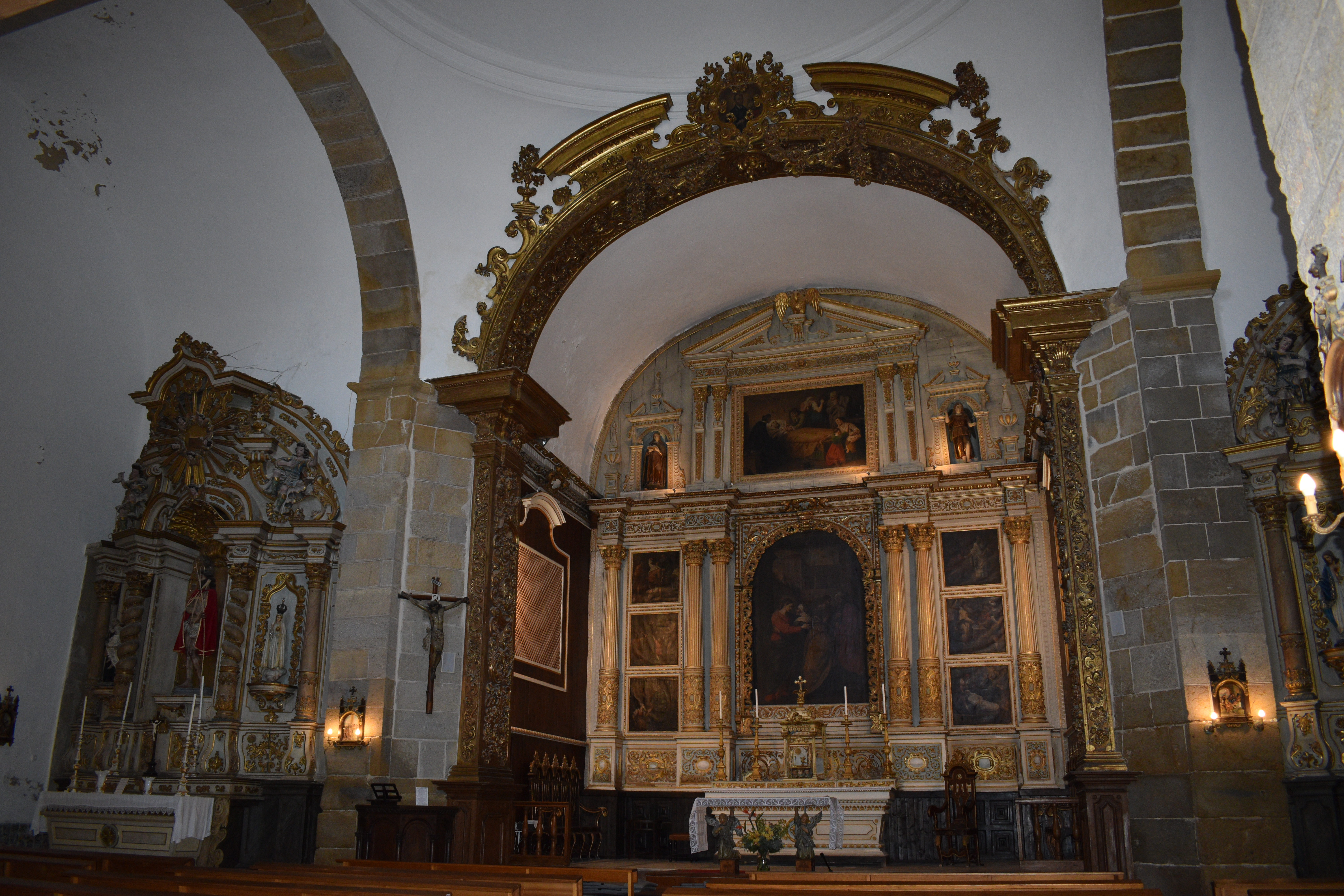
Altar da Igreja da Misericórdia de Faro, em Fevereiro de 2025.

Outrora existiu como Igreja Manuelina do Espírito Santo (c. 1499) e foi mandada reconstruir para instalação da Irmandade, no ano de 1583 pelo Bispo D. Afonso de Castelo Branco para que fosse instalada a Irmandade. A fachada viria a ser reformulada pelo arquitecto genovês Francesco Saverio Fabri, a mando do Bispo D. Francisco Gomes de Avelar.
A igreja apresenta uma planta centralizada, de cruz grega coberta por uma cúpula ao centro. É também possível ainda apreciar no seu interior os altares em talha do século XVII e um conjunto de pinturas que representam as "obras da misericórdia", para além de uma pia de água benta, concebida a partir de um capitel gótico.